# DHF's Landspokalturnering 2004/05
DHF´s landspokalturnering i 2005 var den 42. udgave af DHF's Landspokalturnering.

## Mænd

### 1/8-finaler
Otte hold fra Jylland og otte hold fra Østdanmark (inkl. Fyn) havde kvalificeret sig til 1/8-finalerne.
| Dato     | Hjemmehold             | Udehold               | Resultat |
| -------- | ---------------------- | --------------------- | -------- |
| 20.08.05 | Holte IF               | IK Skovbakken         | 27-29    |
| 24.08.05 | TD/Sankt Annæ          | Bjerringbro-Silkeborg | 23-40    |
| 31.08.05 | Team Helsinge Håndbold | FCK Håndbold          | 25-32    |
| 01.09.05 | Team Vojens            | Fredercia HK 1990     | 19-45    |
| 01.09.05 | Amager SK              | Ajax Heroes           | 20-23    |
| 02.09.05 | Århus GF               | KIF Kolding           | 33-32    |
| 03.09.05 | Hvidovre IF            | AaB Håndbold          | 18-37    |
| 11.09.05 | GOG Svendborg TGI      | Viborg HK             | 35-33    |

### 1/4-finaler
Her deltog de otte vinderhold fra 1/8-finalerne
| Dato     | Hjemmehold         | Udehold               | Resultat |
| -------- | ------------------ | --------------------- | -------- |
| 20.09.05 | AaB Håndbold       | GOG Svendborg TGI     | 31-32    |
| 21.09.05 | Århus GF           | Bjerringbro-Silkeborg | 39-45    |
| 21.09.05 | IK Skovbakken      | Ajax Heroes           | 21-24    |
| 21.09.05 | Fredericia HK 1990 | FCK Håndbold          | 29-32    |

### Semifinaler
Her deltog de fire vinderhold fra kvartfinalerne
| Dato     | Hjemmehold        | Udehold               | Resultat |
| -------- | ----------------- | --------------------- | -------- |
| 26.11.05 | Ajax Heroes       | Bjerringbro-Silkeborg | 31-33    |
| 26.11.05 | GOG Svendborg TGI | FCK Håndbold          | 36-26    |

### Finale
Her deltog de to vinderhold fra semifinalerne. Finalen blev spillet i NRGi Arena i Århus.
| Dato     | Hjemmehold            | Udehold           | Resultat |
| -------- | --------------------- | ----------------- | -------- |
| 30.12.05 | Bjerringbro-Silkeborg | GOG Svendborg TGI | 26-36    |

## Kvinder

### 1/8-finaler
Otte hold fra Jylland og otte hold fra Østdanmark (inkl. Fyn) havde kvalificeret sig til 1/8-finalerne.
| Dato     | Hjemmehold        | Udehold             | Resultat |
| -------- | ----------------- | ------------------- | -------- |
| 17.08.05 | GOG Svendborg TGI | Frederikshavn FOX   | 23-19    |
| 22.08.05 | BK Ydun           | Odense Håndbold     | 27-29    |
| 24.08.05 | NFH, Nyk. F.      | Ikast/Bording EH    | 21-40    |
| 24.08.05 | HIK, Kbh.         | Silkeborg-Voel KFUM | 5-37     |
| 24.08.05 | Viborg HK         | Horsens HK          | 33-25    |
| 26.08.05 | Team Rødovre      | Randers HK          | 23-31    |
| 31.08.05 | Skive fH          | Aalborg DH          | 21-46    |
| 31.08.05 | Slagelse DT       | FCK Håndbold        | 17-20    |

### 1/4-finaler
Her deltog de otte vinderhold fra 1/8-finalerne
| Dato     | Hjemmehold          | Udehold          | Resultat |
| -------- | ------------------- | ---------------- | -------- |
| 21.09.05 | Silkeborg Voel KFUM | Randers HK       | 22-31    |
| 21.09.05 | GOG-Svendborg TGI   | Ikast/Bording EH | 28-27    |
| 21.09.05 | Aalborg DH          | Viborg HK        | 26-28    |
| 28.09.05 | Aalborg DH          | Odense Håndbold  | 35-20    |

### Semifinaler
Her deltog de fire vinderhold fra kvartfinalerne
| Dato     | Hjemmehold        | Udehold      | Resultat |
| -------- | ----------------- | ------------ | -------- |
| 09.11.05 | Viborg HK         | FCK Håndbold | 35-31    |
| 10.11.05 | GOG Svendborg TGI | Randers HK   | 32-23    |

### Finale
Her deltog de to vinderhold fra semifinalerne. Finalen blev spillet i NRGi Arena i Århus.
| Dato     | Hjemmehold | Udehold           | Resultat |
| -------- | ---------- | ----------------- | -------- |
| 30.12.05 | Viborg HK  | GOG Svendborg TGI | 28-30    |